# Saint-Brice (Gironde)
Saint-Brice (okzitanisch Sent Bríci) ist eine französische Gemeinde mit 314 Einwohnern (Stand: 1. Januar 2022) im Département Gironde in der Region Nouvelle-Aquitaine. Sie gehört zum Arrondissement Langon und zum Kanton Le Réolais et Les Bastides. Die Einwohner werden Mérignassais genannt.

## Geographie
Saint-Brice liegt etwa 43 Kilometer ostsüdöstlich von Bordeaux. Umgeben wird Saint-Brice von den Nachbargemeinden Daubèze im Norden, Sauveterre-de-Guyenne im Osten, Saint-Sulpice-de-Pommiers im Süden und Südosten, Castelviel im Süden und Südwesten sowie Coirac im Westen.

## Bevölkerungsentwicklung
| 1962                       | 1968 | 1975 | 1982 | 1990 | 1999 | 2006 | 2017 |
| -------------------------- | ---- | ---- | ---- | ---- | ---- | ---- | ---- |
| 322                        | 325  | 312  | 278  | 280  | 297  | 308  | 316  |
| Quellen: cassini und INSEE |      |      |      |      |      |      |      |

## Sehenswürdigkeiten
- Kirche Saint-Brice (siehe auch: Liste der Monuments historiques in Saint-Brice (Gironde))

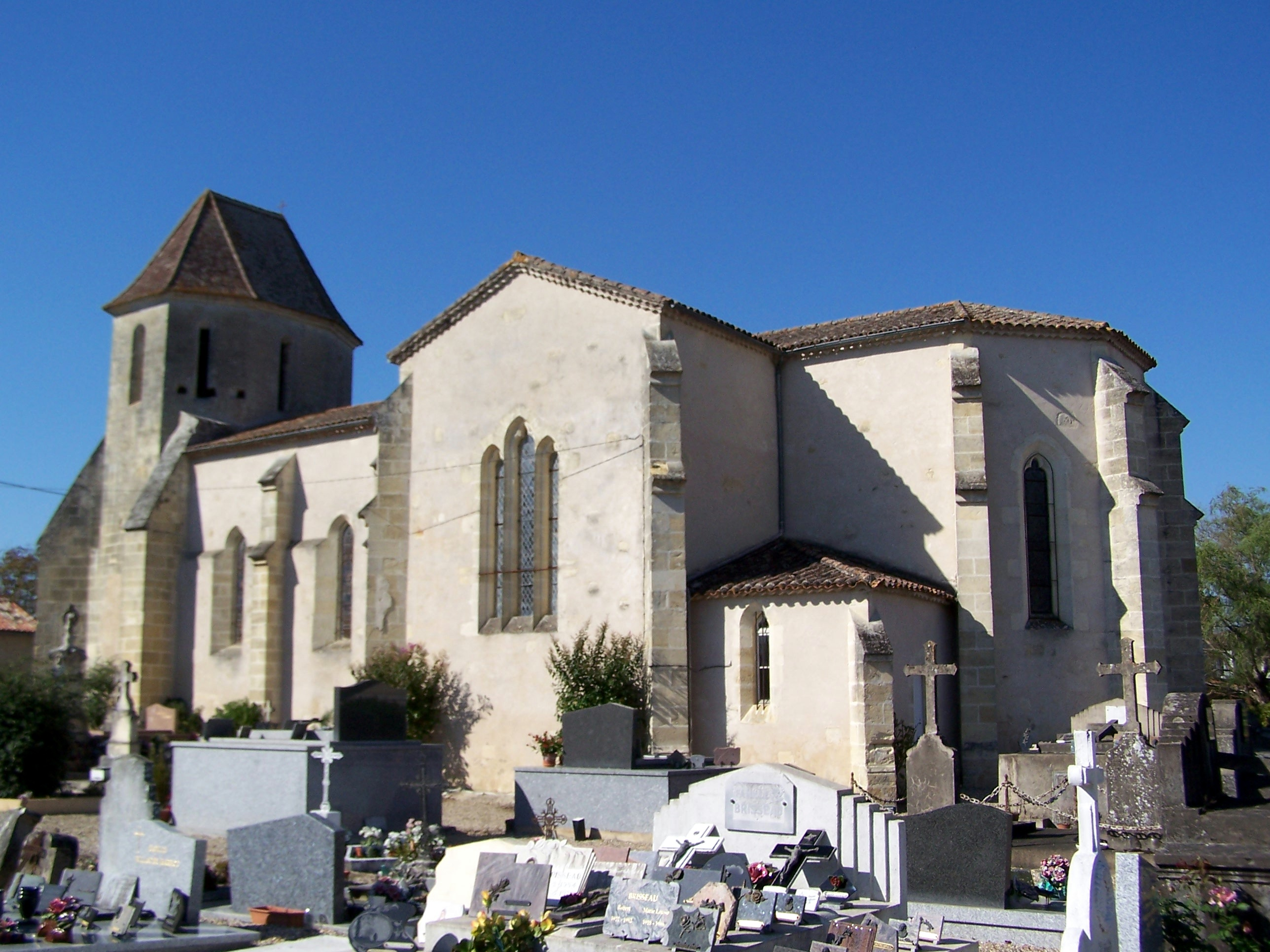
Kirche Saint-Brice